# Bis(difenylfosfino)methan
1,1-Bis(difenylfosfino)methan (zkráceně dppm) je organická sloučenina se vzorcem CH2(PPh2)2. Používá se jako ligand v anorganické a organokovové chemii. Jedná se o chelatující ligand, který se na kovy váže přes dvojici atomů fosforu, jež mohou poskytnout elektrony. Vazebný úhel ligand-kov-ligand činí 73°.

## Příprava a reaktivita
1,1-Bis(difenylfosfino)methan byl poprvé připraven reakcí difenylfosfidu sodného] (Ph2PNa) s dichlormethanem:
Ph3P + 2 Na → Ph2PNa + NaPh
2NaPPh2 + CH2Cl2 → Ph2PCH2PPh2 + 2 NaCl
Methylenové skupiny (CH2) v dppm (a především v jeho komplexech) jsou mírně kyselé. Ligand lze oxidovat na příslušné oxidy a sulfidy CH2[P(E)Ph2]2 (E = O, S). U těchto derivátů je methylen ještě kyselejší.

## Koordinační chemie

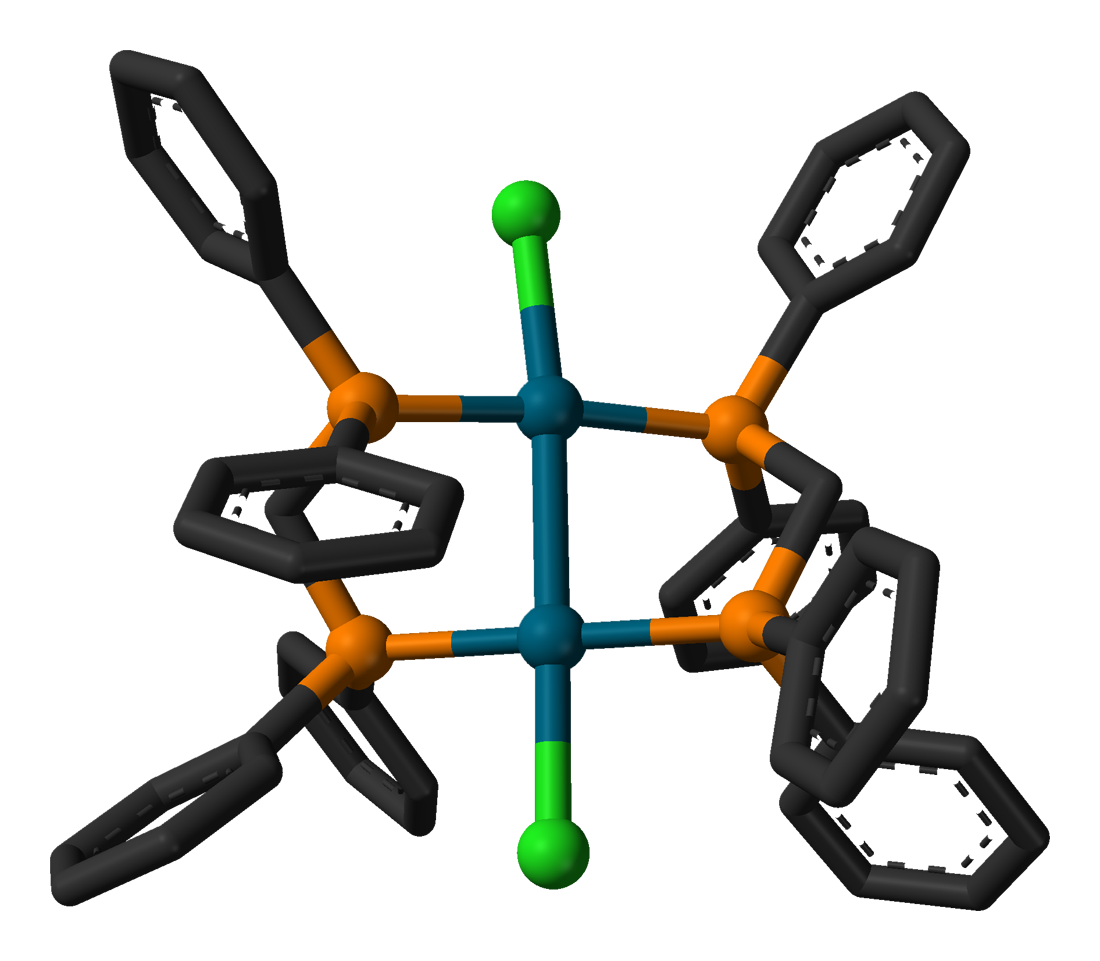
Tyčinkový model struktury komplexu [Pd_{2}Cl_{2}(dppm)_{2}

Jako chelatující ligand vytváří 1,1-bis(difenylfosfino)methan čtyřčlenné cyklické sloučeniny se vzorcem MP2C. Ligand spouští tvorbu kovových komplexů obsahujících pětičlenné M2P2C kruhy; jako příklad může sloužit chlorid dipalladia, Pd2Cl2(dppm)2; oxidační čísla atomů Pd v této sloučenině jsou rovna I.